# 이리나 콜랴덴코
이리나 볼로디미리우나 콜랴덴코(우크라이나어: Іри́на Володи́мирівна Коляде́нко, 1998년 8월 28일~)는 우크라이나의 레슬링 선수이다. 2020년 하계 올림픽에서 동메달을 획득했으며 세계 레슬링 선수권 대회에서 은메달 1개, 동메달 1개를 획득했다.